# Rozella rhizophlycti
Rozella rhizophlycti är en svampart som beskrevs av Karling 1942. Rozella rhizophlycti ingår i släktet Rozella och riket svampar.   Inga underarter finns listade i Catalogue of Life.